# عملية أول الغيث
عملية أول الغيث: هي عملية خطف لعنصر من عناصر الشاباك الإسرائيلي يدعى «ساسون نورائيل» وقعت العملية بتاريخ 21\9\2005 قرب مستوطنة مشور أدميم القريبة من القدس نفذته ( خلية من كتائب القسام الجناح المسلح لحركة حماس).

## الخلفية
في تلك الفترة كانت إسرائيل ترتكب المجازر في قطاع غزة والضفة الغربية فكان هدف حماس إجراء عملية مبادلة أسرى لتحرير أسرى فلسطينيين.

## الأحداث
قامت خلية تابعة لكتائب القسام بخطف المستوطن «ساسون نورائيل» قرب مستوطنة مشور أدوميم قرب القدس وهو عنصر في الشاباك الإسرائيلي ويمتلك مصنع وكان يعرض على العمال الفلسطينيين ليتعاملوا مع الموساد الإسرائيلي, تم خطفه قرب القدس وتم الاحتفاظ به 3 أيام لأجراء عملية تبادل أسرى ولكن إسرائيل رفضت التفاوض من كتائب القسام فقامت المجموعة بقتل المستوطن عن طريق طعنه وإلقاء جثته قرب بتونيا في رام الله.

## رد فعل إسرائيل
قام إٍسرائيل بعملية واسعة في الضفة الغربية حيث نفذ طيرانها الحربي غارة على مدينة نابلس وقامت بعملية اعتقال واسعة في الضفة الغربية من خلالها اعتقلت 120 شخص إلى أن توصلت إلى المجموعة الخاطفة وقامت بأعتقالهم وهم (ياسر صلاح وعلي القاضي وعبد الله عرار) وتم محاكمتهم بالسجن المؤبد.